# Pattuglia (scout)
La pattuglia (patrol in inglese, spesso tradotto in italiano anche con il termine squadriglia) è la più importante intuizione pedagogica dello scautismo e del guidismo, così come pensati dal loro ideatore Robert Baden-Powell.
La pattuglia è costituita da un gruppo di 5-8 ragazzi o ragazze di età variabile fra gli 11 e i 16 anni; all'interno dei singoli gruppi ognuno ha le proprie responsabilità e i propri compiti. 
La "banda" di monelli, aggregazione naturale dei ragazzi, viene reinventata da B.-P. per produrre sugli adolescenti effetti educativi positivi. La pattuglia diventa così una possibilità di confronto e una scuola di carattere per gli adolescenti che ne fanno parte. Nel corso delle attività scout l'individuo viene responsabilizzato come elemento importante della piccola comunità, e ognuno agisce al meglio per il bene comune. La pattuglia ha un proprio animale di riferimento, il totem, i propri colori, il proprio guidone e se presenti le proprie tradizioni (come il Libro d'Oro e il Diario di Bordo). 
Più pattuglie danno vita ad un reparto, unità che viene seguita da uno o più adulti (i capi reparto) con la responsabilità educativa dei ragazzi e ragazze scout di quella determinata branca.

## Struttura della pattuglia

### Incarichi e posti d'azione
Ogni elemento della pattuglia svolge durante le attività un incarico ben preciso, del quale ha la responsabilità totale per un periodo ragionevolmente lungo (in genere un anno). Egli è responsabile di fronte al capo pattuglia e agli altri componenti della pattuglia del proprio operato, così come il capo pattuglia lo è nei confronti del capo reparto. Durante specifiche attività invece è necessario predisporre dei "posti di combattimento", i posti d'azione. Sono degli incarichi particolari che vengono ricoperti per una singola attività, e si esauriscono alla sua conclusione.

### Il capo pattuglia
La figura chiave della pattuglia è il ragazzo più esperto e responsabile: il capo pattuglia. Esattamente come il capo banda esso viene scelto dagli altri naturalmente, per le proprie qualità personali. Questo ragazzo o ragazza ha la responsabilità del buon funzionamento della propria pattuglia, e viene considerato come un collaboratore del capo adulto. È proprio questo tipo di rapporto privilegiato che permette all'educatore scout di responsabilizzare al massimo i ragazzi più grandi, che vengono stimolati a migliorarsi continuamente e a seguire i più giovani come "fratelli minori".
Negli Scout d'Europa il Capo Squadriglia è scelto dalla Corte d'Onore tra gli scout di Seconda e Prima Classe, e questi, d'intesa con la Corte d'Onore, sceglie il proprio Vice Capo Squadriglia. Il Capo Squadriglia esercita le sue responsabilità a due livelli: a livello della Squadriglia attraverso il Consiglio di Squadriglia, a livello del Riparto attraverso la Corte d'Onore e il Consiglio Capi.

### Il Consiglio di Squadriglia
Il Consiglio di Squadriglia è il momento decisionale della Squadriglia; in esso si tracciano e si discutono i programmi, le imprese, le uscite e si analizza l'andamento della squadriglia. Il Consiglio è convocato dal Capo Squadriglia sulla base di un ordine del giorno concordato con il Vice Capo Squadriglia. Il consiglio si tiene in uniforme e ad esso partecipano, di norma, solo gli Esploratori che hanno pronunciato la Promessa. Inizia con un cerimoniale stabilito dalle tradizioni della Squadriglia. Il segretario annoterà nel verbale ciò di cui si è discusso e le risoluzioni adottate. Nel Consiglio si applica il concetto fondamentale di democrazia: tutti i ragazzi hanno la possibilità di dialogare imparando ad esporre le proprie idee, ad ascoltare quelle degli altri e a fare proposte concrete.

## Attività di pattuglia
Il ragazzo trova nella pattuglia una società adulta, seriamente fondata ma a sua dimensione, un luogo avventuroso diverso da quello in cui vive e dove si misura con scelte di altri (i genitori, i professori,...). La vita di pattuglia sarà tanto più avventura quanto più impegnata in attività forti, frequenti e capaci di far sognare.

### Riunione di pattuglia
Nella riunione si attuano le decisioni prese dal Consiglio di Squadriglia. È la sede deputata alla preparazione pratica delle attività, missioni, imprese e l'attuazione dei progetti che la Squadriglia e il Reparto stanno realizzando. Le riunioni sono programmate da Capo e Vice Capo Squadriglia e tale programma verificato in Consiglio Capi, dove il Capo Reparto potrà dare eventuali suggerimenti.
Ogni riunione sarà quindi diretta e coordinata dal Capo Squadriglia, ma realizzata con l'apporto di ogni singolo, secondo il proprio incarico e posto d'azione: solo così ogni componente della Squadriglia sarà effettivamente responsabile del buon andamento della Squadriglia stessa. Ciò significa concretamente che ad ogni ragazzo verrà demandata concretamente l'organizzazione di una o più parti della riunione. Una riunione di Squadriglia contemplerà i seguenti momenti:
- organizzazione della Squadriglia (incarichi e posti d'azione, preparazione attività);
- progressione individuale e preparazione ai passaggi di classe;
- preparazione tecnica;
- chiacchierate e riflessioni;
- giochi, canti e bans;
- manutenzione materiale.

### Missione di pattuglia
La Missione è un'attività all'aperto che la Squadriglia realizza in maniera autonoma, dopo avere ricevuto dal Capo Reparto una traccia di attività da svolgere e degli incarichi da portare a termine. La Missione è uno strumento valido per intraprendere il cammino della responsabilizzazione del singolo attraverso una progressiva autonomia e per indurre la Squadriglia alla pratica di particolari tecniche. Per la buona riuscita della Missione è necessaria la partecipazione e l'impegno di tutti i componenti della Squadriglia che daranno il loro apporto tramite l'incarico ed il posto d'azione loro assegnato.
Con un giusto anticipo il Capo Reparto consegna al Capo Squadriglia un preavviso di Missione, contenente informazioni quali la data della Missione, gli obiettivi, le tecniche necessarie per il suo superamento. Al momento della partenza il Capo Reparto consegna la lettera di Missione, che descrive esattamente in cosa consiste la Missione e le varie prove che la Squadriglia dovrà affrontare.

### Uscita di pattuglia
La Squadriglia realizza un'uscita almeno ogni due mesi. L'uscita è il momento in cui si mettono in pratica le tecniche scout e tutto ciò che si è imparato nelle attività in sede. Vi partecipano tutti gli Squadriglieri, ognuno con la propria responsabilità legata allo specifico incarico e posto d'azione. Normalmente è previsto il pernottamento in tenda, il raggiungimento del luogo a piedi o in bicicletta o tramite mezzi pubblici, la cucina dei pasti, l'uso delle tecniche scout, la preghiera. Sarà il Capo Squadriglia a presentare il programma dell'uscita, proposto dal Consiglio di Squadriglia, al Capo Reparto in Consiglio Capi. Gli obiettivi dell'attività saranno chiari a tutti e verranno delineati con molta accuratezza e precisione. La preparazione concreta dell'uscita avverrà nelle riunioni di Squadriglia che la precedono; essa è preparata con l'impegno di ogni singolo componente, coerentemente con il proprio incarico e posto d'azione. Si caratterizzerà quindi come un susseguirsi di proposte presentate dai singoli squadriglieri.

### Impresa di squadriglia
Negli Scout d'Europa l'Impresa è una realizzazione grande, che impegni la Squadriglia per uno o due mesi al raggiungimento di un obiettivo ritenuto dagli squadriglieri ai limiti delle proprie possibilità. L'impresa è un modo concreto di rispondere alla sete di avventura e autodeterminazione del singolo; è l'orizzonte con cui il Consiglio di Squadriglia si misura per realizzare i propri sogni. L'impresa non è un'occasione eccezionale, ma un'attività normale di una Squadriglia; nel corso di un anno, possono essere realizzate una o più imprese. I momenti sostanziali dell'impresa sono quattro:
- Ideazione: essa avviene in Consiglio di Squadriglia; dopo aver riflettuto sulle proprie possibilità, ascoltato le idee di tutti, esaminate diverse possibilità, la Squadriglia sceglie la sua impresa. In Consiglio Capi il Capo Squadriglia metterà al corrente il Capo Reparto di questa scelta e dei motivi che hanno portato ad effettuarla.
- Progettazione: essa dovrà essere accurata e dettagliata. Dal punto di vista educativo, la preparazione ha un'enorme importanza perché insegna agli Esploratori ad organizzarsi, preparando piani e progetti e affidando a ciascuno compiti e responsabilità precisi sui quali poi si dovrà impegnare.
- Realizzazione: sotto la direzione del Capo Squadriglia, l'impresa verrà materialmente realizzata con l'apporto di tutti gli squadriglieri.
- Documentazione: il segretario inserirà nel Libro d'Oro una relazione che partirà dall'ideazione, racconterà come si è svolta la preparazione e documenterà la realizzazione della stessa.

## Coeducazione e intereducazione
L'apertura da parte dello scautismo italiano alla coeducazione di ragazzi e ragazze nel corso degli anni settanta ha portato alla nascita di reparti "misti", composti da pattuglie maschili e femminili. Alcune associazioni hanno anche sperimentato le pattuglie miste, composte contemporaneamente da ragazzi e ragazze; in determinati contesti è stata sperimentata con successo tale formula. 
Numerose associazioni hanno trovato un punto di equilibrio nelle pattuglie monosessuali che compongono reparti misti. Altre ancora mantengono la divisione in riparti omogenei per sesso, propria dello scautismo originario di ASCI e del guidismo originario dell'AGI: è questo il caso delle associazioni che hanno scelto l'intereducazione. Secondo questa interpretazione, sia le pattuglie monosessuate, sia i reparti monosessuati rispondono alle differenti esigenze e peculiarità di ragazzi e ragazze di quella fascia d'età, ed offrono dei momenti privilegiati per l'identificazione col proprio sesso.

## Differenze terminologiche
Il termine "pattuglia" è utilizzato nella traduzione italiana di Scautismo per Ragazzi. 
La prima associazione scout italiana, i Ragazzi Esploratori Italiani usavano appunto Pattuglia come traduzione, così come subito dopo il CNGEI e le associazioni da esso derivate negli anni. Le associazioni di tradizione confessionale cattolica utilizzano il termine "squadriglia" per il reparto. La variante utilizzata dagli scout nautici è invece "equipaggio".
Nella Svizzera di lingua italiana il termine "Pattuglia" è prevalente.